# Юйгань
Юйга́нь (кит. упр. 余干, пиньинь Yúgān) — уезд городского округа Шанжао провинции Цзянси (КНР).

## История
Ещё во времена империи Цинь в 221 году до н. э. был создан уезд Юйгань (馀干县). Во времена империи Хань в 201 году до н. э. он был переименован в Юйхань (馀汗县). В эпоху Южных и Северных династий, когда эти земли входили в состав южной империи Сун, уезд опять был переименован в Юйгань (馀干县). После монгольского завоевания и образования империи Юань уезд был в 1296 году поднят в статусе, став Юйганьской областью (馀干州), однако после свержения власти монголов и образования империи Мин область в 1371 году вновь стала уездом.
После образования КНР в 1949 году был создан Специальный район Лэпин (乐平专区), и уезд вошёл в его состав. В 1950 году Специальный район Лэпин был переименован в Специальный район Фулян (浮梁专区). 8 октября 1952 года Специальный район Шанжао (上饶专区) и Специальный район Фулян были объединены в Специальный район Интань (鹰潭专区). 6 декабря 1952 года власти специального района переехали из Интаня в Шанжао, и Специальный район Интань был переименован в Специальный район Шанжао.
В рамках кампании по упрощению иероглифов с 1 февраля 1966 года иероглиф «馀» в названии уезда был заменён на омонимичный иероглиф «余».
В 1970 году Специальный район Шанжао был переименован в Округ Шанжао (上饶地区).
Постановлением Госсовета КНР от 23 июня 2000 года округ Шанжао был преобразован в городской округ.

## Административное деление
Уезд делится на 6 посёлков и 14 волостей.